# Banderiális hadsereg
A banderiális hadsereg (olasz: banderia „zászló” szóból) a 14. században Magyarországon Károly Róbert által kialakított hadseregszervezési forma. Szent István királytól 1848-ig a nemesek hadseregében az egy zászló alatt harcra kelő vitézek képeztek egy bandériumot. A bandériumok az egyes nagy jövedelmű feudális főurak (zászlósurak, későbbi kifejezéssel bárók) és a legfőbb egyházi méltóságok által megszervezett és az ő zászlóik alatt hadba vonuló katonai egységeket jelentik. A kisebb jövedelemmel bíró nemesek által kiállított csapatok a vármegyék zászlaja alatt vonulhattak hadba. A bandériumok tagjai nem életvitelszerűen űzték a katonáskodást, a szolgálat végeztével visszatértek korábbi foglalkozásukhoz.

## Története

### Károly Róbert
A bandériumok kialakításának törvénybe foglalása Károly Róbert nevéhez fűződik. Károly Róbert a hozzá hű főúri réteget magánhaderő kiállítására kötelezte. A király 50 főben határozta meg egy bandérium létszámát. Károly Róbert teljes egészében ezekre a magánhadseregekre támaszkodott, zsoldosokat csak szükség esetén fogadott fel. A hadseregszervezés e formája kevésbé volt költséges egy professzionális, állandó jelleggel létrehozott haderővel szemben. 

### Luxemburgi Zsigmond
Zsigmond király három törvényében is rendezte az addigra elavuló hadviselési forma szabályait. Zsigmond törvényei a következő módon szabták meg a haderő kiállításának módját:
1. a király az általa (földbirtok-élvezettel) díjazott várőrségeken kívül köteles volt még állandóan, tehát békében is, 1000 lovasból álló királyi bandériumot tartani a saját költségén. Ezenkívül háború esetén a királynak még több – a szükségnek s a királyi jövedelmeknek megfelelő számú – bandériumot kellett kiállítania saját költségén.
2. A királynénak az általa élvezett jövedelmekből vett költségen, állandóan fegyver alatt kellett tartania a királyné bandériumát.
3. Az ország főméltóságai (zászlósurak) is kötelesek voltak bandériumokat tartani. Költségeik fejében készpénzből vagy sóból álló évi járadékot kaptak. A 15. század okmányai az ilyen „zászlós” urak közt említik az erdélyi vajdát, a horvát, a szlavóniai, a nándorfehérvári, a szörényi, a szabácsi, a zeberniki és a jajcai bánt, valamint a székely és a temesi ispánt.
4. Az egyházi és világi főurak, jövedelmüknek megfelelő számú fegyvereseikkel, csak akkor képezhettek külön bandériumot, ha régebben – Zsigmond király idejéig – legalább 400, később pedig 50 lovas harcost tudtak állítani.
5. A megyék bandériumaiba a nemesek által jobbágyaik száma arányában kiállított fegyveresek, a portalis katonaság tartozott, ez onnan kapta a nevét, hogy a kivetésnél nem a jobbágyok számát, hanem a jobbágycsaládok, azaz az ezek által művelt telkekhez tartozó házat, vagyis az udvarkapuk – a porta – számát vették tekintetbe. A megye zászlója alá gyülekeztek a személyesen fölkelt nemesek is.
6. A városok bandériumait főleg a várak őrizetére rendelték. A városokat ezenkívül ágyúk, puskák, puskapor és egyéb hadianyagok szállítására és fuvaroztatására kötelezték.

A Zsigmond által ilyen módon létrehozott haderő 93 ezer főt számlálhatott. Ez a szám II. Lajos idejére 60 ezer fő környékére esett vissza.

### Hunyadi Mátyás
A banderiális rendszert Mátyás király rendítette meg. A bandériumok helyett a hivatásos zsoldosseregre helyezte a hangsúlyt. Ezért lehetővé tette, hogy a főurak a bandériumok kiállítására való kötelezettség teljesítése helyett évi járadékot fizessenek a királyi kincstárba. Ezt a jövedelmet kitűnően szervezett zsoldos hadára fordította. 

### Jagellók
A Mátyás után trónra jutott Jagelló-házi királyok csak annyiban követték példáját, hogy a váltságot elfogadták. A jövedelmet azonban nem fordították jó, állandó katonaság tartására, hanem eltékozolták, ezzel az ország ellenálló képességét majdnem teljesen tönkretették.
Alattuk a banderiális rendszer annyira tönkrement, hogy míg Zsigmond király alatt a Magyarország védelmére táborba szálló banderiális hadsereg (Feszler szerint) 93 495 fegyveresből állt, addig II. Lajos alatt még a legnagyobb veszély idején is a népfelkeléssel együtt összesen alig 60 000 fegyveres gyülekezett egybe a különböző táborokban.

### 18-19. század
Az 1715-ös törvény szerint a nemesek továbbra is kötelesek a hon védelmét saját alakulatok kiállításával biztosítani. A törvény ugyanakkor nem írta le, hogy a kötelesség mely nemest milyen mértékben terheli, így a nemesség egyre inkább kibújni igyekezett a költséges feladat alól. Az 1764-es országgyűlésen Koller báró felvetette a bandériumszervezés pénzbeni megváltásának lehetőségét, ám az adóztatástól félő magyar nemesség nem fogadta el a javaslatot. 1809-ben Napóleon császár támadása megmutatta, hogy e hadviselési forma nem felel meg a 19. század követelményeinek. Az 1848. évi törvények a honvédelmet mindenki számára kötelezővé tették. A bandériumok kora ezzel lezárult, utat nyitva a modern tömeghadseregek alkalmazásának.
A Habsburg-házból származó királyok alatt még majdnem két századon át a régi banderiális rendszert alkalmazták, elég rendszertelenül, csak a pillanat követelményeit tekintetbe vevő módosításokkal. 1715-ben iktatták törvénybe az állandó hadsereg felállítását, kiegészítését és fenntartását, de az ez évi VIII. törvénycikk szerint a nemesek és azok, akiket a törvény annak tekint, továbbra kötelesek személyesen harcolni és csapatokat kiállítani az ország védelmében. E törvénycikk azonban nem jelölte meg közelebbről, hogy e kötelesség kiket és milyen mértékben illet, ezért már az 1741-es országgyűlésen is heves vitát váltott ki értelmezése. Az 1764-es országgyűlésen Koller báró javasolta, hogy a kötelezettséget lehessen pénzben megváltani, de a rendek nem mertek még több pénzt áldozni az ország alkotmányára veszélyesnek tetsző, teljesen osztrák szellemben vezetett haderő szaporítására; másrészt a rendes évi járulékok fizetését azért is megtagadták, mert a nemesség megadóztatása első lépésének tekintették.
1791 és 1848 között az országgyűlések folytonosan foglalkoztak a felkelési kötelezettségek végleges rendezésével; az ezen időszak alatt véleményadás végett az országgyűlések által kiküldött választmányok és albizottságok igen alaposan kidolgozott véleményes jelentései olvashatóak az országgyűlési aktákban. Az 1848-as országgyűlés, ami az adófizetési kötelezettséget az ország minden lakosára, tehát a nemességre is kiterjesztette, egyúttal a személyes katonáskodási kötelezettséget is minden osztályra kirótta, és ezzel együtt a bandériumok felállítására vonatkozó kötelezettséget is megszüntette.

## A bandérium további jelentései
Bandériumnak nevezik azt a díszkíséretet, polgári és katonai jellegű parádét is, amikor ünnepélyes alkalmakkor, például koronázáskor, jubileumkor, beiktatáskor, fogadásoknál stb. bizonyos válogatott csapat magyar díszöltözetben, lóháton, középkori fegyverekkel, esetleg csatlósokkal és apródokkal, történelmi jelmezekben fellép.